# Vartholomaios (Samaras)
Vartholomaios (světským jménem: Michail Samaras; * 13. června 1972, Áno Lechónia) je řecký pravoslavný duchovní Konstantinopolského patriarchátu, arcibiskup a metropolita Smyrny.

## Život
Narodil se 13. června 1972 ve vesnici Áno Lechónia v prefektuře Magnesia.
Roku 1990 dokončil gymnázium ve Volosu. Poté nastoupil na studium filologie a teologie na Soluňské univerzitě.
Roku 1995 byl v monastýru Přesvaté Bohorodice ve Verii. Stejného roku byl metropolitou Sebastei Dimitriem (Kommatasem) rukopoložen na hierodiakona a roku 1996 na jeromonacha.
Od března 2005 sloužil jako mladší sekretář Svatého synodu Konstantinopolského patriarchátu a nahradil v této pozici diákona Elpidoforose (Lampryniadise).
Ve dnech 7.-12. června 2009 byl účastníkem Všepravoslavného koncilního setkání v Pravoslavném centru Konstantinopolského patriarchátu v Chambésy.
Dne 3. března 2011 byl jmenován starším sekretářem Svatého synodu jelikož archimandrita Elpidoforos (Lampryniadis) byl jmenován metropolitou Prousy. Zároveň byl zařazen do různých komisí patriarchátu např. kanonické či pro mezipravoslavné otázky.
V únoru 2015 obdržel mezi deseti dalšími duchovními Konstantinopolského patriarchátu turecké občanství, které mu umožňuje účastnit se volby konstantinopolského patriarchy.
Ve dnech 16.-18. prosince 2015 se zúčastnil čtvrtého zasedání pro přípravu všepravoslavného koncilu, které se konalo v Athénách.
Dne 22. ledna 2016 se zúčastnil shromáždění primasů místních pravoslavných církví v pravoslavném centru Konstantinopolského patriarchátu v Chambésy (Švýcarsko) jako konzultant patriarchy Bartoloměje.
Dne 29. srpna 2016 Svatý synod poprvé po masovém vyvražďování řeckého obyvatelstva ve Smyrně, mučednické smrti metropolity Chrysostomose (Kalafatise) a zrušení metropolie Smyrna (1922) jej jednomyslně zvolili novým metropolitou Smyrny.
Dne 11. září 2016 proběhla v chrámu svatého Jiří v Istanbulu jeho biskupská chirotonie. Světiteli byli patriarcha Bartoloměj, metropolita Sebastei Dimitrios (Kommatas), metropolita Verii, Noussy a Kampanie Panteleimon (Kalpakidis), metropolita Francie Emmanouil (Adamakis), metropolita Filadelfie Venediktos (Tsekouras), metropolita Demetrias a Almyrosu Ignatios (Georgakopoulos), metropolita Belgie Athenagoras (Peckstadt), metropolita Arkalochori, Kastelliou a Viannosu Andreas (Nanakis), metropolita Kissamos a Selino Amfilochios (Andronikakis), metropolita Lankadas, Litis a Rentinis Ioannis (Tassias).
Dne 24. září 2016 proběhla v chrámu svatého Voukola v Izmiru jeho slavnostní intronizace.